# Мачюлис, Йонас (баскетболист)
Не путать с литовским поэтом Майронис

Йонас Мачюлис (лит. Jonas Mačiulis; родился 10 февраля 1985 года в Каунасе, Литовская ССР,  СССР) — литовский профессиональный баскетболист, игравший на позиции лёгкого форварда.

## Ранние годы
Начинал играть в баскетбол в Школе Арвидаса Сабониса в 2002 году. Провёл в ней два года, выступал во втором дивизионе Литвы по баскетболу. В 2003 году выиграл титул чемпиона второй лиги.

## Карьера

### Клубная
На профессиональной арене Мачюлис дебютировал в 2004 году, в составе клуба Литовской лиги «Невежис». В дебютном сезоне в среднем за игру набирал 13,6 очков и 5,8 подборов. В 2005 году подписал контракт с «Жальгирисом». В 2008 году помог команде выиграть Балтийскую лигу, дважды становился чемпионом Литвы (2007, 2008) и дважды выигрывал Кубок страны (2007, 2008).
Мачюлиса всегда отличала хорошая результативность - в сезоне 2006-07 он дебютировал в Евролиге, где набирал в среднем за игру 12,7 очков и 5,0 подборов. В сезоне Евролиги 2008-09 игрок набирал максимальные за карьеру 14,0 очков и 5,0 подборов за матч.
8 января 2009 года показал лучшую в карьере результативность - в матче с «Нанси» набрал 29 очков. 8 апреля 2009 года в игре против Летувос Ритас Мачюлис побил рекорд Литовской лиги по количеству подряд заброшенных трехочковых бросков - 8.
1 июля 2009 Мачюлис подписал контракт с клубом итальянского чемпионата «Олимпией Милан». Сделка оценивалась в €1,2 млн. за два года. Из-за серьезной травмы колена игрок девять месяцев не выходил на площадку, а «Олимпия Милан» не продлило с ним контракт, несмотря на хорошие показатели до травмы.
8 февраля 2012 принял решение вернуться в Литву, где выступал за баскетбольный клуб «Балтай» до тех пор, пока не получил приглашение из более известного клуба. За «Балтай» игрок выступал бесплатно. В первом матче после травмы против «Калева» набрал 16 очков, 2 подбора, а его команда победила.
24 апреля 2012 года игрок подписал контракт с итальянской командой «Монтепаски». 24 июля 2012 подписал контракт с греческим «Панатинаикосом».

### Международная
Мачюлис выступал за сборную Литвы в составе юношеских и молодёжных команд. Играл на чемпионате Европы 2001 года для юношей не старше 16 лет. В составе юношеской сборной до 19 лет завоевал «серебро» на мировом первенстве 2003 года, на чемпионате Европы 2004 года для молодёжных команд не старше 20 лет завоевал «бронзу», а на чемпионате Европы 2005 года - «серебро». В составе сборной до 21 года завоевал золотую медаль на чемпионате мира 2005 года.
В составе первой сборной Литвы выступал на Евробаскете 2007, на котором сборная завоевала бронзовую медаль. Также выступал в составе сборной на Олимпиаде 2008 года в Пекине и Евробаскете 2009. Выступал на чемпионате мира 2010, где в составе сборной стал обладателем ещё одной бронзовой награды.
Попал в состав сборной на Олимпиаду 2012 года в Лондоне.

## Награды
- Командор Креста ордена «За заслуги перед Литвой» (Литва, 2007 год)
- Командор Креста ордена Великого князя Литовского Гядиминаса (Литва, 2010 год)
- Командор Большого креста ордена «За заслуги перед Литвой» (Литва, 2013 год)